# Johannes von Widenmayer

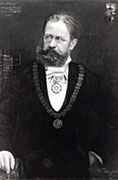
Johannes von Widenmayer (1838 - 1893)

Johannes von Widenmayer (* 18. April 1838 in Lindau; † 5. März 1893 in München) war ein deutscher Jurist und von 1888 bis 1893 Erster Bürgermeister von München.

## Leben
Widenmayer besuchte zunächst das St. Anna-Gymnasium in Augsburg. Nach dem Abitur wurde er 1858 Stipendiat der Stiftung Maximilianeum und begann an der Universität München Rechtswissenschaft zu studieren; dort wurde er 1855 Mitglied der Burschenschaft Arminia/Algovia. Später wechselte er an die Universität Heidelberg, wo er 1863 promovierte.
Noch im Juli des gleichen Jahres wurde Widenmayer zum rechtskundigen Bürgermeister von Lindau gewählt. In dieser Funktion gehörte er 1868 zu den Gründungsmitgliedern des Vereins für Geschichte des Bodensees und seiner Umgebung.  Am 4. Juni 1870 wurde er vom neugewählten Gemeindekollegium als Stellvertreter von Alois von Erhardt zum Zweiten Bürgermeister der Stadt München gewählt. Nach dem Rücktritt Erhardts trat Widenmayer am 16. Februar 1888 dessen Nachfolge an. Er übte das Amt bis zu seinem Tod (Selbsttötung durch Erschießen) im März 1893 aus.
Unter ihm ordnete die Stadt das Schulwesen neu, seit 1870 wurde kein Schulgeld mehr erhoben. Erstmals beschäftigte man sich in München vermehrt mit Stadtplanung und -erweiterung, zuvor hatte der Monarch diese Aufgabe bestimmt. 1890 wurden Neuhausen und Schwabing eingemeindet. In diesem Jahr wurde auch die Prinzregentenstraße angelegt, was zur Eingemeindung Bogenhausens im Jahre 1892 führte.

## Grabstätte

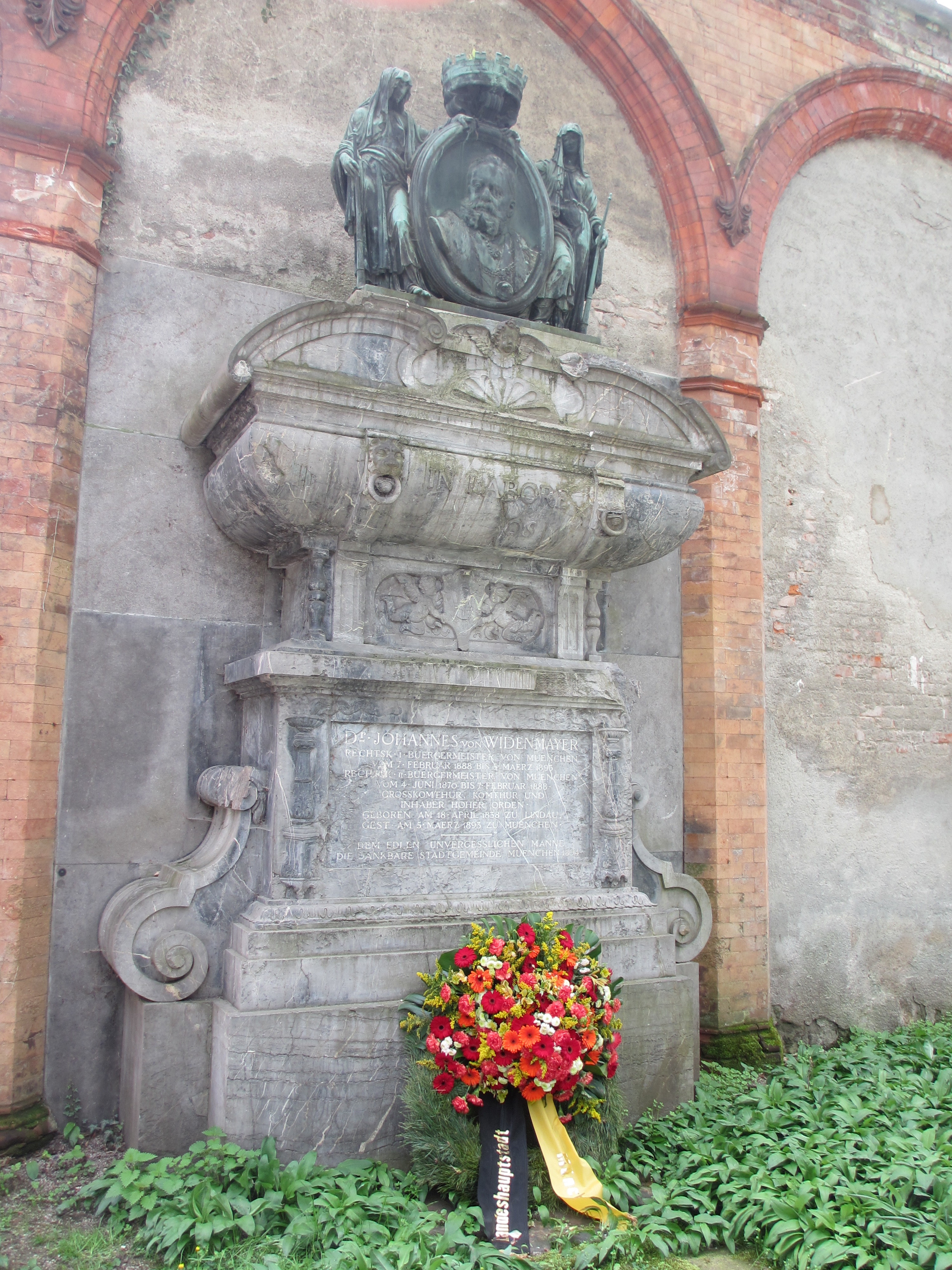
Grab von Johannes Widenmayer auf dem Alten Südlichen Friedhof in München

Die Grabstätte von Johannes Widenmayer befindet sich auf dem Alten Südlichen Friedhof in München (Neu Arkaden Platz 88 bei Gräberfeld 41) Standort. Das Grabmal wurde von Hans Grässel entworfen. Die Ausführung der Steinarbeiten stammt von Anton Weigel, das Modell der Bronzeelemente vom Bildhauer Anton Pruska.

## Werk
Die Amtszeit Widenmayers war geprägt vom rasanten Anstieg der Bevölkerung im Zuge der Industrialisierung. In seine kurze Amtszeit fiel die Reform der Volksschulen der Stadt, der Bau der Schwemmkanalisation, die Eingemeindung 1890 unter anderem von Schwabing, Bogenhausen und Neuhausen und die „Gründung“ des  Wiener Marktes.

## Ehrung
Schon drei Jahre nach seinem Tod wurde die Äußere Isarstraße in München, deren Ausbau zu einer Prachtstraße gerade begonnen wurde, ihm zu Ehren in Widenmayerstraße umbenannt.